# Karancsság
Karancsság è un comune dell'Ungheria di 1.230 abitanti (dati 2001). È situato nella contea di Nógrád.